# Мощанка
Моща́нка — річка в Україні, у межах Яворівського та Львівського районів Львівської області. Права притока Рати (басейн Вісли).

## Опис
Довжина 36 км, площа басейну 190 км². Річкова долина переважно трапецієподібна, у нижній течії заболочена. Ширина заплави 100—500 м. Річище помірно звивисте, завширшки до 8—10 м, завглибшки 0,3—0,5 м (у межень). Похил річки 3,6 м/км. Річище на окремих ділянках обваловане. 

## Розташування
Витоки розташовані між селами Вороблячин і Середкевичі (Яворівський район), серед пагорбів Розточчя. Тече переважно на північний схід, у селі Монастирок виходить на Надбужанську котловину, впадає в Рату на північ від села Пирятина. 
Найбільші притоки: Завижа, Річка (праві); Марунька (ліва).